# Konotop
Konotop (tiếng Ukraina:)  là một thành phố nằm trong tỉnh Sumi của Ukraina. Thành phố Konotop có diện tích 43.78 km2, dân số theo điều tra vào năm 2001 là người. Đây là thành phố lớn thứ tại Ukraina.